# Amenemnisu
Neferkare Amenemnisu fou el segon faraó de la dinastia XXI d'Egipte. El nom Amenemnisu vol dir 'Amon és rei' en egipci.
L'existència d'Amenemnisu no fou confirmada fins al 1940, quan la tomba del seu successor Psusennes I fou descoberta per Pierre Montet i s'hi va trobar un casc daurat gravat amb el nom reial d'Amenemnisu (o sigui, Neferkare) i el del seu successor Psusennes I. Anteriorment, es dubtava de la seva existència, ja que no s'havia trobat cap objecte amb el seu nom. Manetó va conservar la seva memòria amb el nom de Nephercheres, al qual assigna un curt regnat de 4 anys (vers 1043-1040 aC). Es pensa que ja era molt gran quan va arribar al tron i, llavors, potser es va establir la corregència amb Psusennes I, que hauria de ser el seu parent, i que després el va succeir. La seva capital fou Tanis.
Mentre el seu regnat és poc conegut, el gran sacerdot d'Amon a Tebes, Menkheperre, és conegut per haver perdonat diversos líders de la rebel·lió contra els grans sacerdots en temps d'Esmendes I. Aquestos rebels havien estat exiliats als oasis occidentals d'Egipte l'any 25 d'Esmendes I.